# Río Terekhol
El Río Terekhol es un río en el oeste de la India. En su curso superior se le conoce como el río Banda y en la parte baja como la Terekhol. Forma el límite entre el distrito Sindhudurg del estado de Maharashtra y el distrito norte de Goa del estado de Goa por una cierta distancia. El Terekhol nace en las inmediaciones de Manohargad en los Ghats occidentales y fluye en una dirección sudoeste hasta llegar al Mar Arábigo.
El fuerte Tiracol se encuentra en la orilla norte de este río en el extremo norte de Goa. La fortaleza se ha convertido en un albergue turístico, y está mantenido en excelentes condiciones. Desde Kerim se puede cruzar el río Terekhol en ferry y luego a 2 km se localiza el fuerte.